# Утакмице фудбалске репрезентације Мађарске 1936.
| Домаћин · 1936 | Гост · 1936 |

Фудбалска репрезентација Мађарске је током 1936. године одиграла девет утакмица, од којих су две биле у такмићењу за европски куп, а осталих седам утакмица су били пријатељски сусрети. Биланс је био пет победа, један реми и три пораза.
Савезни селектор националног тима у овом периоду је био:
- Карољ Диц др.

## Утакмице
| Мађарска                             | 3 : 2 (1 : 1) | Немачка              |
| ------------------------------------ | ------------- | -------------------- |
| Титкош 14’ · Чех II 63’ · Шароши 83’ | Извештај      | Урбан 29’ · Ленц 57’ |

| Аустрија                  | 3 : 5 (1 : 3) | Мађарска                                 |
| ------------------------- | ------------- | ---------------------------------------- |
| Зишек 18’ · Бикан 46’ 88’ | Извештај      | Чех II 17’ 24’ · Липот Калаи 35’ 72’ 87’ |

| Мађарска                      | 3 : 3 (1 : 2) | Република Ирска         |
| ----------------------------- | ------------- | ----------------------- |
| Шароши 6’ 47’ (пен) · Шаш 73’ | Извештај      | Дан 11’ 68’ · Маден 20’ |

| Мађарска        | 1 : 2 (0 : 1) | Италија                  |
| --------------- | ------------- | ------------------------ |
| Јожеф Тураи 70’ | Извештај      | Пазинати 31’ · Меаца 77’ |

| Мађарска                                    | 5 : 3 (3 : 2) | Аустрија                     |
| ------------------------------------------- | ------------- | ---------------------------- |
| Толди 15’ 30’ 64’ · Чех II 41’ · Титкош 73’ | Извештај      | Биндер 2’ · Зинделар 28’ 65’ |

| Румунија   | 1 : 2 (1 : 0) | Мађарска              |
| ---------- | ------------- | --------------------- |
| Биндеа 22’ | Извештај      | Лазар 65’ · Толди 83’ |

| [[Фудбалска репрезентација Чехословачке {{{altlink2}}}\|Чехословачка]] | 5 : 2 (2 : 2) | Мађарска              |
| ---------------------------------------------------------------------- | ------------- | --------------------- |
| Клоц 27’ 30’ 82’ · Буцек 79’ · Копецки 87’                             | Извештај      | Титкош 7’ · Толди 33’ |

| Енглеска                                               | 6 : 2 (3 : 1) | Мађарска               |
| ------------------------------------------------------ | ------------- | ---------------------- |
| Брук 25’ · Дрејк 34’ 39’ 66’ · Бритон 53’ · Картер 89’ | Извештај      | Чех II 26’ · Винце 50’ |

| Република Ирска             | 2 : 3 (1 : 2) | Мађарска                            |
| --------------------------- | ------------- | ----------------------------------- |
| Фалон 21’ · Дејвис 72’ (11) | Извештај      | Титкош 37’ · Чех II 38’ · Толди 48’ |

## Аматерска олимпијска репрезентација
| Мађарска | 0 : 3 (0 : 2) | Пољска                    |
| -------- | ------------- | ------------------------- |
|          | Извештај      | Гад 12’, 27’ · Водарз 88’ |

## Играчи репрезентације
| - Пал Титкош - Ласло Чех - Ђерђ Шароши - Ференц Шаш - Јожеф Тураи - Геза Толди - Ђула Лазар |